# Хюті (Миністе)
Хюті (ест. Hüti, виро Hütü) — село в Естонії, входить до складу волості Миністе, повіту Вирумаа.